# Dryosauridae
De Dryosauridae zijn een groep ornithischische dinosauriërs behorend tot de Euornithopoda.
In 1984 benoemden Angela Milner en David Norman een familie (op te vatten als klade) Dryosauridae, als aftakking van een aantal basale Iguanodontia, maar gaven hiervan nog geen definitie.
De eerste exacte definitie werd gegeven door Paul Sereno in 1998: de groep bestaande uit alle Iguanodontia die nauwer verwant zijn aan Dryosaurus dan aan Parasaurolophus. In 2005 verbeterde hij deze definitie tot: de groep bestaande uit Dryosaurus altus en alle soorten nauwer verwant aan Dryosaurus dan aan Paralophosaurus walkeri.
Soorten die aan de Dryosauridae zijn toegewezen omvatten onder andere: Callovosaurus, Kangnasaurus, Planicoxa, Valdosaurus en Elrhazosaurus.
De Dryosauridae behoren binnen de Iguanodontia tot de Dryomorpha en zijn daar weer binnen de zusterklade van de Ankylopollexia.
De groep bestaat uit middelgrote planteneters uit het Kimmeridgien  van Afrika, 156 miljoen jaar oud (Dryosaurus lettowvorbecki), tot het Aptien van Afrika, 112 miljoen jaar oud (Elrhazosaurus). Als Callovosaurus, zoals Peter Galton in 2007 stelde, inderdaad tot de Dryosauridae behoort, brengt dat het eerste voorkomen van de groep terug tot minstens 162 miljoen jaar geleden.
Een eigenaardigheid is dat in de literatuur de naam van de crocodylomorfe groep de Dyrosauridae vaak fout als Dryosauridae gespeld wordt. Zo'n geval in 1934 was in feite de eerste keer dat die laatste naam gebruikt werd; volgens Sereno hebben dergelijke spelfouten geen prioriteit.